# Tarota

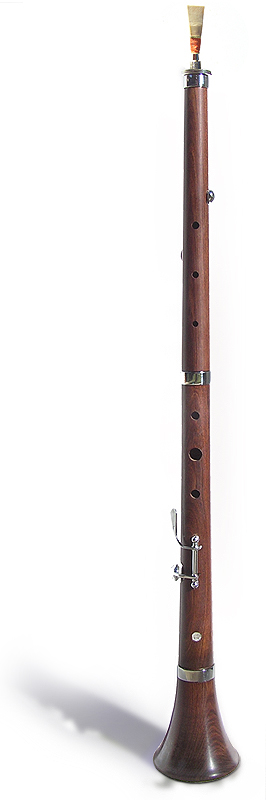
Tarota

A tarota é um instrumento musical de sopro de origem catalã, pertencente à família do oboés. É formada por um tubo de madeira cónico-tubular, perfurado, dotado duma peça de transição metálica (o tudel) e duma lingueta de palheta dupla. 
A largura do tubo é duns sessenta centímetros e, na maior parte das vezes, encontram-se constituídas por duas peças, sendo que a sua versão mais primitiva (a tarota seca)  dispunha de seis furos na parte da frente e de um na de trás.
Desconhece-se o feitio dos exacto das tarotas originais, porquanto os exemplares que subsistem na actualidade resultam de criações advenientes do protótipo de Xavier Orriols, que concebeu o primeiro exemplar conhecido da tarota moderna.

## História
Historicamente a tarota aparenta-se a outro instrumento de sopro catalão de formato similar, a ‘’gralla’’, pelo que se crê que partilhem das mesmas origens.
Mais grave do que o oboé e mais doce do que a ‘’gralla’’, a tarota terá conhecido grande popularidade nas cortes catalãs da Idade Média. Mais tarde, no decurso do séc. XIX, passou a fazer parte dos instrumentos usados nas formações das  Cobla de Tres Quartans juntamente com a gaita-de-foles, o flabiol e o tamborim.
A partir das décadas  de quarenta e cinquenta, o instrumento caiu em desuso na Catalunha, regressando à popularidade já nas décadas de oitenta e noventa. 